# Туйте
Туйте (кирг. Түйтө, до 2001 года — Кара-Кашат) — село в Бакай-Атинском районе Таласской области Кыргызстана. Входит в состав Шадыканского аильного округа. Код СОАТЕ — 41707 220 808 02 0.

## Население
По данным переписи 2009 года, в селе проживало 1033 человека.